# Дик Савит
Ричард Савит (на английски: Richard Savitt)  е американски тенисист.

## Биография
Ричард Савит е роден на 4 март 1927 г. в Байон, Ню Джърси, в еврейско семейство. Сам се учи на тенис от 14-годишна възраст и никога през живота си не е ходил на уроци.

## Кариера
Дик Савит печели на 24-годишна възраст шампионата на Австралия и Уимбълдън на сингъл за мъже, през 1951 г. Той е номер 2 в света през същата година след Франк Седжман, но е обявен за номер 1 в света от „Ню Йорк Таймс“ след победата си на Уимбълдън. Оттегля се от тениса на следващата година, за да се концентрира върху бизнес кариера. Савит е един от четиримата американци, които са печелили Австралийското и Британското първенство в една година, след Дон Бъдж (1938) и преди Джими Конърс (1974) и Пийт Сампрас (1994 и 1997). 
Дик Савит е включен в Международната зала на славата на тениса, Залата на славата на междуучилищната тенис асоциация за мъже, Залата на славата на източния тенис на USTA, Международната еврейска спортна зала на славата и Националната еврейска спортна зала на славата.

## Кариерна статистика

#### Титлили на сингъл на турнири отГолям шлем(2)
| година | турнир       | съперник      | резултат                   |
| ------ | ------------ | ------------- | -------------------------- |
| 1951   | ОП Австралия | Кен Макгрегър | 6 – 3, 2 – 6, 6 – 3, 6 – 1 |
| 1951   | Уимбълдън    | Кен Макгрегър | 6 – 4, 6 – 4, 6 – 4        |

#### Финали на двойки отГолям шлем(2)
| година | турнир      | партньор      | съперник                    | резултат                   |
| ------ | ----------- | ------------- | --------------------------- | -------------------------- |
| 1951   | Ролан Гарос | Гарднър Мълой | Кен Макгрегър Франк Седжман | 2 – 6, 6 – 2, 7 – 9, 5 – 7 |
| 1952   | Ролан Гарос | Гарднър Мълой | Кен Макгрегър Франк Седжман | 3 – 6, 4 – 6, 4 – 6        |